# Paranacity
Paranacity är en kommun i Brasilien.   Den ligger i delstaten Paraná, i den södra delen av landet, 900 km sydväst om huvudstaden Brasília. Antalet invånare är 10 256.
Omgivningarna runt Paranacity är en mosaik av jordbruksmark och naturlig växtlighet. Runt Paranacity är det ganska tätbefolkat, med 58 invånare per kvadratkilometer.